# Ophrys sect. Ciliatae
Ophrys sect. Ciliatae is een sectie (onderverdeling van een geslacht) met drie terrestrische soorten orchideeën, die deel uitmaakt van het geslacht Ophrys.

## Kenmerken
Ciliatae verschillen van de andere Ophrys-soorten door het bovenste kelkblad, dat als een afdakje over het gynostemium gebogen is, de kleine, gebogen kroonbladen, de lip die bruin fluweelachtig behaard is, zonder aanhangseltje maar met een opvallend groot helblauw speculum, en een donkere stempelholte en basaal veld begrensd door twee divergerende richels.

## Verspreiding en voorkomen
Ciliatae komen voor in het Middellandse Zeegebied.

## Taxonomie
De sectie Ciliatae omvat slechts drie soorten spiegelorchissen, die door verschillende botanici ook wel als ondersoorten van O. speculum worden beschouwd.
De sectie Ciliatae wordt door sommige auteurs als een groep soorten beschouwd (de groep van O. speculum), die dan tot de sectie Ophrys sensu lato wordt gerekend.

### Soortenlijst
- Ophrys regis-ferdinandii (Achtaroff & Kellerer ex Kuzmanov) Buttler (1943) (= O. speculum subsp. regis-ferdinandi Achtaroff & Kellerer ex Kuzmanov)
- Ophrys speculum Link (1800)
- Ophrys vernixia Brotero (1804) (= O. speculum subsp. lusitanica (O. Danesch & E. Danesch) Paulus & Gack)